# Eupterote lativittata
Eupterote lativittata är en fjärilsart som beskrevs av Moore 1884. Eupterote lativittata ingår i släktet Eupterote och familjen Eupterotidae. Inga underarter finns listade i Catalogue of Life.